# Manuální objektiv

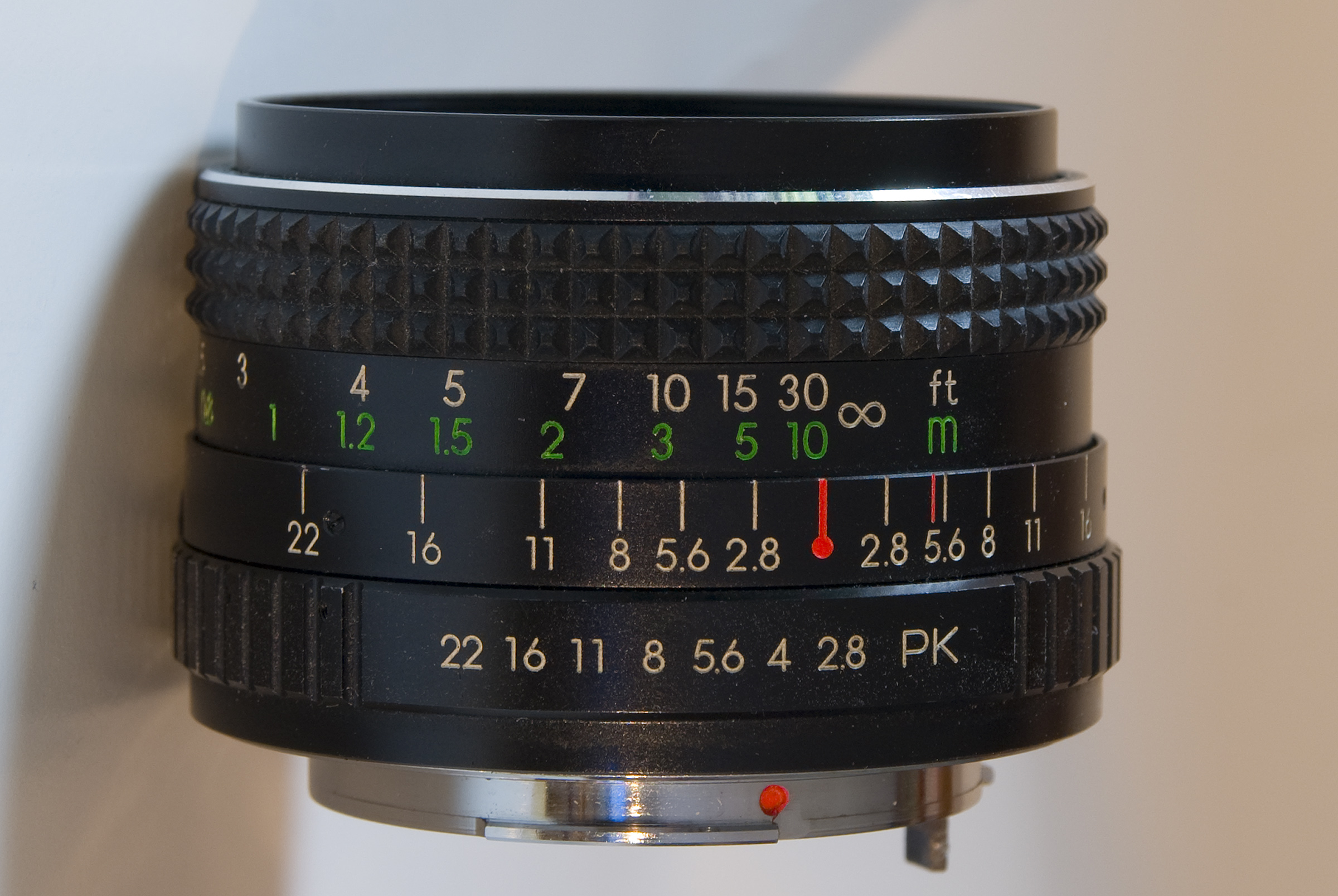
Objektiv pro fotoaparáty Pentax

Manuální objektiv (hovorově manuální sklo) je fotografický objektiv, na kterém je nutné ručně zaostřit a nastavit  clonu; u objektivů s proměnnou ohniskovou vzdáleností (zoom) se rovněž ručně nastavuje tato vzdálenost. Tyto objektivy se dnes pro běžné fotografické přístroje již prakticky nevyrábí, ale v hojném počtu se dodnes používají a připojují se k moderním zrcadlovkám pomocí speciální redukce.
Mezi nejpoužívanější u nás v současnosti patří objektivy se závitem M42 (Carl Zeiss Jena, Pentacon, Asahi Pentax) a s bajonetem Pentacon six (P6).

## Hlavní výhody manuálních objektivů
- vyrobeny z kvalitních materiálů
- snadná oprava a čištění

Manuální objektivy, zvláště s pevným ohniskem, jsou doposud hojně užívány hlavně ze dvou důvodů. Pro jejich cenu a pro jejich kvalitu. 

## Hlavní nevýhody manuálních objektivů
- váha
- velikost
- zastaralá konstrukce